# KWY
KWY foi um grupo de artistas constituído pelos artistas portugueses Lourdes Castro, René Bertholo, António Costa Pinheiro, João Vieira, José Escada e Gonçalo Duarte, pelo búlgaro Christo e pelo alemão Jan Voss, que se reuniu em torno de uma revista, com o mesmo nome, publicada em Paris entre 1958 e 1964.

## Historial

Lourdes Castro, capa da revista KWY, nº 1, 1958

Com uma denominação que incluía três letras ausentes do alfabeto português, KWY (que poderia significar Ká Wamos Yndo) foi uma publicação de tiragem limitada e fabrico caseiro da qual foram publicados 12 números e que reuniu um extenso acervo de materiais, das artes plásticas e do campo literário.
No universo da arte portuguesa este grupo assinala o início de um novo modelo de associação, "em que os artistas deixavam de se agrupar por tendências – como acontecera ainda nas décadas anteriores com os neorrealistas ou surrealistas, entre outros –, para, quando muito, se associarem em grupos de intervenção […] que lhes permitiam atuar mais eficazmente nos contextos, mas sem que as respetivas obras assumissem um sentido escolar ou estético comum". O núcleo central integrava Lourdes Castro, René Bertholo, João Vieira, José Escada, Costa Pinheiro, Gonçalo Duarte, Christo e Jan Voss, a que se juntou um número mais alargado de artistas plásticos e poetas contemporâneos.
O grupo foi em grande parte responsável "pela abertura da arte portuguesa ao contexto internacional e pela franca adesão às novas linguagens figurativas que, sob a égide da reconstrução económica do pós-guerra, deram impulso a um dos períodos mais estimulantes da cultura europeia do século XX. [...] Do diálogo estabelecido entre as práticas individuais destes artistas e as múltiplas colaborações em projetos editoriais de variadas proveniências transparece um ambiente cosmopolita e transnacional que sustenta a revisão e ultrapassagem dos valores artísticos do pós-guerra pela atenção ao presente imediato".. 
A primeira exposição do grupo realizou-se na Sociedade Nacional de Belas Artes em 1960; uma retrospetiva em 2001, no Centro Cultural de Belém, fez um balanço da sua atividade e "estabeleceu notavelmente a existência histórica do grupo". Entre 23 de Maio e 27 de setembro de 2015 realizou-se no Museu da Fundação de Serralves, Porto, uma exposição onde foi apresentada uma seleção de obras e publicações de artista (pertencentes à Coleção de Serralves) que integraram o grupo KWY, bem como de artistas portugueses e estrangeiros que colaboraram no projeto editorial KWY (nomeadamente António Areal, François Dufrêne, Raymond Hains, Bernard Heidsieck, Yves Klein e Jorge Martins).